# قتل در مجتمع مسکونی
قتل در مجتمع مسکونی (به انگلیسی: Murder in the Mews) رمانی جنایی اثر آگاتا کریستی است.
این کتاب که از مجموعه داستان‌های پوآرو می‌باشد در تاریخ ۱۵ مارس ۱۹۳۷ در بریتانیا توسط انتشارات کولینز کرایم کلوب و در ژوئن ۱۹۳۷ میلادی در آمریکا توسط انتشارات داد، مید اند کمپانی با نام آینه مردان مرده به چاپ رسیده‌است.
قیمت کتاب در بریتانیا ۷ شلینگ و شش پنسی و در آمریکا ۲ دلار بوده‌است.